# Л
Л, л e буква от кирилицата. Обозначава венечната странична приблизителна съгласна /l/. Присъства във всички славянски кирилски азбуки (12-а в българската, 13-а в руската, беларуската и сръбската, 14-а в македонската) и 16-а в украинската. Използва се също така и в азбуките на народите от бившия СССР. В старобългарската азбука има название людиѥ, съответно в църковнославянска — люди. В глаголицата се изписва така , а в кирилицата — Л. И в двете азбуки има цифрова стойност 50. Произлиза от гръцката буква Ламбда λ. В различните шрифтове буквата Л може да се срещне в два варианта. Първият е Λ-образен и представя нейната първоначална форма. Вторият е П-образен и е въведен в началото на 19 век от "Санктпетербургската словолитница на Ревильон и Кo", като в следващите десетилетия се разпространява повсеместно.